# Sphaerodactylus armstrongi
Sphaerodactylus armstrongi — вид геконоподібних ящірок родини Sphaerodactylidae. Мешкає в Гаїті і Домініканській Республіці

## Підвиди
Виділяють два підвиди:
- Sphaerodactylus armstrongi hypsinephes Thomas & Schwartz, 1983;
- Sphaerodactylus armstrongi armstrongi Noble & Hassler, 1933.

## Поширення і екологія
Sphaerodactylus armstrongi мешкають на півдні острова Гаїті, в низовинах і горах на півострові Бараона, в західній частині гір Сьєрра-де-Баоруко та в горах Сель. Вони живуть у вологих рівнинних тропічних лісах, в соснових лісах, в порослих лісом ярах, в заростях Clusia rosea і Mammea americana та на кавових плантаціях, серед опалого листя, каміння і хмизу. Зустрічаються на висоті до 1800 м над рівнем моря. Відкладають яйця.